# Mesochorus columbiae
Mesochorus columbiae là một loài tò vò trong họ Ichneumonidae.